# 電痙攣療法
電痙攣療法（electroconvulsive therapy，ECT）又稱電休克療法（electroshock therapy，EST），簡稱電療，指經由電擊腦部来誘發痙攣，以治療精神疾患的療法。當所有心理和藥物療法都無效時，精神科用來治療嚴重重性憂鬱障礙、躁鬱症和思覺失調症。過程通常是從外部向患者頭部施加70至120伏特的電壓，導致約800毫安的直流電流在電極之間通過，持續時間為100毫秒至6秒，從太陽穴到太陽穴（雙側ECT）或從頭部前部到後部的一側（單側 ECT）。只有約 1% 的電流穿過顱骨進入大腦，因為顱骨阻抗比皮膚阻抗高約 100 倍。
对于大脑外的危险和短时间全身麻醉的危险一样。:259治疗后短期最常见的不良反应是意识模糊和短暂性记忆丧失。在针对重度抑郁症孕妇的治疗方法中，电休克疗法是对胎儿危害最小的治疗方法之一。
ECT 常用于干预重度抑郁症、躁狂症、自闭症和紧张症。ECT的常规疗程包括多次治疗，通常每周治疗两到三次，直到患者不再出现症状。ECT的应用可以有三种不同之处：电极放置、治疗频率和刺激的电波形。这些治疗参数可能会对接受治疗的患者产生显著的副作用和症状缓解差异。放置方式可以是双侧的，电流从大脑的一侧传递到另一侧，也可以是单侧的，电流只通过大脑的一个半球。与中等剂量的双侧ECT相比，高剂量的单侧ECT具有一些认知上的优势，但抗抑郁效果没有差异。
它起源於1930年代，現代在麻醉和肌肉鬆弛劑的輔助下已相當安全，並成為患有精神病的懷孕婦女之較安全的療法（因為抗精神病藥物可能對胎兒造成傷害和畸胎，而電療法只作用在腦部，因而相對較安全）。早年則因沒有麻醉而易有抽搐造成的骨折或牙齒斷裂的併發症。目前的電療法因先須麻醉和肌肉鬆弛，所以病患在治療過程不會感覺到痛苦和不適。相對地，若未經麻醉和肌肉鬆弛，則稱為直接電療，在大部份國家被認為是非法的，但在少數國家仍被用來治療精神病患。

## 電擊型式
電療的形式大致可區分為雙側和單側電療，雙側電療又可再細分為雙側顳葉和雙側額葉電痙攣療法。在雙顳葉電療，電流經由通過雙側大腦顳葉達到療效，電擊放置在頭部兩側。單側療法多將電擊放置在右側顳葉。
早期的大型臨床研究认为單側電療造成長時期記憶喪失的機率較高。然而，大部分的臨床醫師發現單側電療法較沒效力且效果較慢，尤其是對重症的憂鬱症及躁症患者特別無效。更新的研究反而发现是双侧更会失忆。
在雙側電療法中，一旦誘發出痙攣後即具療效，再多的電流都是多餘的，而且會造成較多的副作用。但在單側電療法中，只有造成痙攣是不夠的，還必須往上加強電量才可產生療效。
雙側額葉電療法是雙側顳葉電療法的改進方式，它將兩個導極放在兩個眼窩的上外側，它比較沒有記憶喪失的副作用，而且它可促進大腦額葉的血液循環。

## 无抽搐电休克治疗
无抽搐电休克治疗（modified electroconvulsive therapy，MECT）或称改良电休克治疗，是在传统电休克的基础知识上，使用心电、脑电、血氧饱和度监测仪及备用抢救器械，在电击前使用静脉抗胆碱药、麻醉药、肌松剂和氧气、口腔保护器，患者在全身麻醉下入睡且全身肌肉放松。由于使用了肌松剂，电击时患者几乎没有躯体抽搐的癫痫发作。医师通过脑电图监测脑波的癫痫发作情况并辅助通气，发作过后几分钟，自主呼吸恢复，大约5-10分钟内就会苏醒。此方法可显著提高患者舒适性及安全性。

## 副作用
大部份的副作用是因為全身麻醉所造成的，最常見的是電療後的短暫意識混淆和回溯性記憶喪失，此外還有因為肌肉抽搐造成的肌肉痠痛和頭痛，但多可由藥物解除這些不適。早年電療法造成的骨折已不復見。
和其他全身麻醉一样，都有降低心脏供血供氧，甚至心率失调、暂时心脏停止的危险。每39个患者（或者200-500次治疗）中会出现一次严重心脏不良反应。然而死亡情况不多，死亡率为100,000分之2.1。大约30%的死亡案例是因为心血管并发症。
回溯性記憶喪失主要影响治疗前几个星期到几个月的记忆，一般几周到几个月后恢复。前行性記憶喪失一般在2-4周后恢复。失忆情况很少持续超过一年。ECT 后的逆行性遗忘症通常会影响自传式记忆，而不是语义记忆。一篇发表的评论总结了关于主观记忆丧失的问卷结果，发现 29% 至 55% 的受访者认为他们经历了长期或永久性的记忆变化。2000 年，美国精神病学家 Sarah Lisanby 及其同事发现，与右侧单侧 ECT 相比，双侧 ECT 会使患者对公共事件的记忆受损更持久。然而，双侧 ECT 在治疗情绪障碍方面可能比单侧 ECT 更有效。2001 年的 美国精神病学协会 (APA) 报告承认：“在某些患者中，逆行性遗忘症的恢复是不完全的，并且有证据表明 ECT 可能导致持续或永久性记忆丧失”。ECT 对长期记忆的所谓影响引起了人们对其使用的诸多担忧。 然而，用于测量记忆丧失的方法是非特异性的，并且用在对患有抑郁症的人身上可能会进一步限制它们的效用，因为抑郁本身就会造成记忆问题在内的认知缺陷。
ECT不会增加痴呆症的风险，也不会造成大脑结构损伤，有8名患者即使是受电击100次，也没有产生认知障碍。ECT似乎还可以修复一些精神疾病造成的大脑结构损伤，至少有两个荟萃分析发现其导致大脑部分组织体积增长。

## 禁忌症
雖然有些精神科醫師認為電療法並沒有特別的禁忌症，但一般認為腦壓過高、最近曾有腦中風或腦腫瘤的病患不宜進行電痙攣療法。因為在電療中有可能因腦壓偏高而造成這些疾患形成腦脫疝的風險。

## 用途
在可能的情况下，ECT 应在知情同意的情况下使用。用于治疗难治性重度抑郁症、双相抑郁症、治疗难治性紧张症、长期或严重躁狂症以及“由于精神或医学状况的严重程度而需要快速、明确的反应（例如，当疾病的特征是自杀倾向、精神病、昏迷、明显的精神运动迟滞、抑郁性妄想或幻觉，或与躁狂症相关的危及生命的身体疲惫）”的情况下。它还被用于治疗患有智力障碍的成年人的自闭症，但系统评价未发现确切疗效。

### 抑郁

#### 疗效
2003年一项荟萃分析认为，ECT在短期内对抑郁症具有一定疗效，甚至可能优于药物治疗。但是其中检出的624项研究中仅有73项（12%）符合纳入标准，且这些研究质量普遍较差，普遍缺乏对照组。2003、2004年其他的荟萃分析显示，ECT效果远优于当时上市的所有种类药物。
根据2010年的一项荟萃分析，共有十项研究（1959到1985年）比较了ECT与安慰剂（假装ECT）对抑郁症的疗效，其中五项认为ECT有效，四项认为无效，另有五项发现两组间无显著差异。即便在有效的研究中，ECT也未对所有抑郁症类型产生一致疗效，仅在某些量表上观察到改善。此外，在所有研究中，安慰剂组都表现出良好效果，即便是对器质性患者也是如此。涵盖精神分裂症的研究中，仅有一项显示ECT在短期内可能带来改善，其余均无显著效果。因此，该研究认为证据显示ECT可能导致长期甚至永久的脑功能障碍，特别表现为逆行性和顺行性遗忘症，且存在轻微但显著的死亡风险。从成本效益分析来看，ECT的疗效极低，因而其使用缺乏依据。
2012年的荟萃分析显示，ECT对单相抑郁（即，普通重性抑郁障碍）和双相抑郁（双相II型）一样有效。一个疗程之后，单相缓解（remission，一段时间内不复发）率50.9%，双相缓解率53.2%。对于大部分严重抑郁的患者有效。
2014年的荟萃分析显示，ECT对于汉密尔顿抑郁量表平均提供15分改善，重复经颅磁刺激（rTMS）则提供9分改善。rTMS的副作用更小。
总而言之，绝大部分的荟萃分析认为ECT有效，对难治性抑郁反应率60–80%，缓解率50–60%。除了减轻抑郁症状和诱发复发外，ECT还被证明可以降低自杀风险、改善功能结果和生活质量以及降低再次住院的风险。 疗效不取决于抑郁症亚型。

#### 跟踪治疗
目前对于接受ECT之后怎么继续治疗没有共识。如果直接停止治疗，不切换到药物或者维持性的低剂量ECT，那复发率高达84%。维持性ECT没有规范的剂量，但一般是一周一次开始，视情况尽量减量。如果切换到抗抑郁药，37%病人会在六个月内复发，50%病人会在一年内复发；目前的证据大都是对于三环类抗抑郁药而言，对于切换到SSRI的情况还缺乏研究。同时使用维持性ECT和认知行为疗法对于复发的预防作用较好。维持性ECT可以永久持续，没有额外的副作用风险，也没有最长间隔的说法。
锂也有预防复发的作用，对于年轻患者效果尤其好。

### 思觉失调
全球都有用于思觉失调。在欧美一般是用于药物无效的难治性思觉失调。对于难治性思觉失调，反应率为40-70%。
对紧张性精神分裂症严重恶化的情况也有用，无论是兴奋还是昏迷。也有病例报告称，ECT 可改善与兴奋剂诱发的精神病相关的持续性精神病症状，如谵妄。

### 紧张症
对于紧张症一般是作为二线治疗，但对于严重影响生命安全的紧张症是一线疗法。紧张症比较罕见，因此没有足够凑足随机对照试验的情况，但成功病例极多，因此综述文献认为“ECT对紧张症的效果有目共睹”。

### 躁狂
也用于长期或严重躁狂的治疗。原则上如果不威胁生命，则只在药物无效时使用。

## 非自願電療
世界衛生組織於2005年出版的刊物中，特別強調電痙攣療法必須有同意書才有執行。在世界上大部分的國家，非自願電療是不允許的，即使家屬和醫療人員同意，但病患本人不同意即不可以執行。但有特例，若病患會有立即的生命危險，如有嚴重思覺失調症的病患，出現不吃不喝反抗治療的狀況時，立即電療是合法。
在英國，只要是精神科醫師評估病情嚴重符合適應症的病患，即可不須同意書實施電痙攣療法。估計在英國一年約有二千名病患接受非自願電療。
在2006年，國際心智失能人權組織公布在土耳其的調查，表示在土耳其非自願電療常是在沒有麻醉的狀態下執行的。
在中华人民共和国，山东精神病医生杨永信在没有任何麻醉的情况下，用抽搐型电疗来强制治疗其自行定义的所谓患者。

### 同意書
同意書是電痙攣療法實施之前必備的文書。執行的醫師必須和病患及其家人朋友討論病情、所需的療效、可能的副作用和可能的替代療法後，再簽署同意書。

## 原理
原理不明。影像学研究显示，ECT会临时扰乱神经通路，之后导致神经可塑性上升，全脑神经通路重塑。ECT 后观察到的其他大脑变化包括额叶边缘区域（包括海马体和杏仁核）的灰质体积增加、额叶和颞叶白质束增加、单胺类神经递质增加和齿状回神经发生增加。 由于诱发癫痫而导致的睡眠结构变化也被假设是一种作用机制。

## 歷史
電痙攣療法產生於1930年代。1934年，由L. Von Meduna在匈牙利首次運用于臨床。L. Von Meduna觀察到兩位同時患有癲癇的精神病患者，在癲癇大發作之後，精神病症狀有明顯的好轉；於是採用一種叫cardiazol的藥物人工引發癲癇大發作治療精神病。但是由於cardiazol的毒副作用，這項技術很快被放棄。1938年義大利神經科醫師和他的助手繼承了前人的經驗，並改進了技術，採用電流引發癲癇大發作，並用於精神疾病的治療上，取得較好的療效。
當電療法開始被使用時，它是直接用在清醒的病患身上，而沒有麻醉或經由肌肉鬆弛，病患經由電流的作用和陷入昏迷，而且會經歷強大的肌肉收縮力量。因此大部份的病患害怕接受這項治療，也因而它常被當時的精神科用來懲罰不合作的精神病患。
近半世紀以來，因為抗精神病藥物的一一發明問世，電痙攣療法的需求因而降低，但它並沒有消失。它仍被保留給藥物治療無效的病患。尤其1970年代一系列的研究表明，電痙攣療法在治療憂鬱症上有顯著的療效。隨著科技的進步，它的副作用已愈來愈低，目前使用正弦波短時間的有效電波，僅為當年發明時所使用電量的三分之一，如此可減少短期記憶的喪失和電療後的精神混亂狀態。經由併用"極短時間"、"高頻率"′和"長效刺激"的方式，已使電療法更為有效並使副作用降到最低。

## 爭議
電療法仍然有爭議，而且有少數的精神科醫師反對它。有很多民眾認為它是不人道和原始、甚至可說是野蠻的治療方式。反對者宣稱它的治療方式乃是經由殺死腦細胞，但很多接受過電療法的病患認為他們自己的心智狀態因而變得更好，但也有的病患覺得更糟。在斯洛維尼亞，更有團體在推動禁止這項治療方式。
反電療法的團體認為大部份病患沒有被告知治療的好處與壞度。因此目前在治療前，都需經由病患的同意並簽署同意書。

## 科幻作品中的電療法
電療法在小說、歌曲及電影中經常出現，而且大部份都是負面的表現。
大部份反對電療法的觀點多是受到1975年的電影《飛越瘋人院》(One Flew Over the Cuckoo's Nest)之影響，這是一部翻拍自肯·克西的小說，而這位作者在小說中的描述，多是他在1960年代參觀精神病院的片面經驗所集結虛構的情節。這電影中主要強調醫護人員用電療法來懲罰不合作的精神病患。
在電影《移魂女郎》(Girl,interrupted)一片中，安潔莉娜·裘莉(Angelina Jolie)飾演的角色因為害怕將被電療而逃離精神病院。
大部分小說和電影中對電療法都是抱持負面的看法，但在伊利莎白．弗洛克(Elizabeth Flock)的小說『But Inside I'm Screaming』中，書中的主角伊莎貝爾一開始並不願接受電療以治療她的重度憂鬱症，但書中也提到電痙攣療法是她復原相當重要的因素。
在2014年電視劇《康斯坦汀》(Constantine)中，主角約翰因為一次事件患上重度憂鬱症，並自願進入精神病院接受電療法。

## 外部連結
- Consensus Development Conference Statement （页面存档备份，存于） -  美國國民健康局網頁: 電痙攣療法
- Surgeon General.gov （页面存档备份，存于） - 美國外科聯會網頁: 心智疾病的治療法
- Psych.org （页面存档备份，存于） - 美國精神科醫學聯會網頁: 電療法。
- ECT.org -  電療法療效的評論
- CCHR.org （页面存档备份，存于） - 電療法和精神外科。
- Frank, Leonard R. (June 2006). Electroshock Quotationary （页面存档备份，存于）. Retrieved July 23, 2006, from The Coalition for the Abolition of Electroshock in Texas （页面存档备份，存于） website 德州反電療法團體網站